# DANAK
Die DANAK (Akronym von Den Danske Akkrediteringsfond; englisch The Danish Accreditations Fund, deutsch Dänischer Akkreditierungsfonds) ist die nationale Akkreditierungsstelle des Königreichs Dänemark. Der Sitz ist Skovlunde bei Kopenhagen. Sie ist das dänische Gegenstück zur DAkkS in Deutschland.

## Gründungsgeschichte
Die DANAK ist ein wirtschaftsorientierter Fonds und seit 2003 ein eigenständiges Unternehmen. Seit 1973 war sie bereits als Statens Tekniske Prøvenævn, englisch Danish National Testing Board für die Genehmigung von Laboratorien für Test und Kalibrierungen zuständig. Im Zuge der europäischen Verordnung (EG) Nr. 765/2008 (Artikel 4 Absatz 1) mussten alle EU-Mitgliedstaaten ab 1. Januar 2010 eine einzige nationale Akkreditierungsstelle benennen. In einem Vertrag mit der dänischen Behörde für Sicherheitstechnik wurde die Übernahme dieser Aufgabe geregelt. Sie finanziert sich über Gebühren und erhält für ihre internationalen Aufgaben einen Zuschuss aus dem Staatshaushalt.